# النباتات في الفضاء

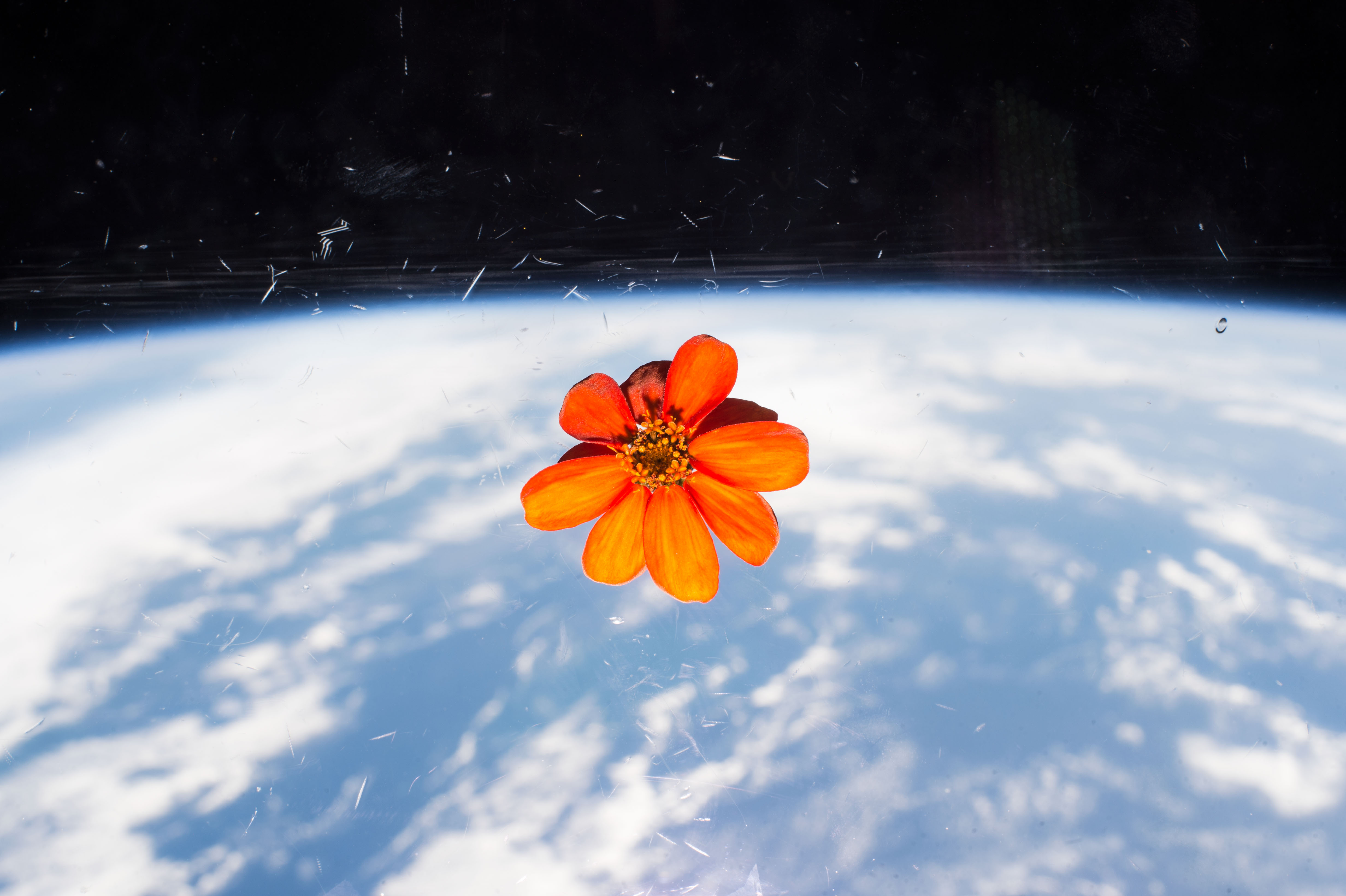
زهرة الزينية العائمة داخل المحطة الفضائية الدولية، تظهر الأرض في الخلفية

وقد أثار نمو النباتات في الفضاء الخارجي الكثير من الاهتمام العلمي. في أواخر القرن العشرين والقرن الحادي والعشرين، غالبًا ما تم أخذ النباتات إلى الفضاء في مدار أرضي منخفض لتزرع في بيئة خاضعة للسيطرة لكنها غير مضبوطة، تسمى أحيانًا حدائق الفضاء. في سياق رحلات الفضاء البشرية، يمكن استهلاكها كغذاء و / أو توفير جو منعش. يمكن للنباتات امتصاص ثاني أكسيد الكربون من الهواء لإنتاج الأكسجين النافع، ويمكن أن تساعد في التحكم في رطوبة المقصورة. قد توفر النباتات المتنامية في الفضاء فائدة نفسية لأطقم رحلات الفضاء البشرية. عادة ما تكون النباتات جزءًا من الدراسات أو التطوير التقني لتطوير حدائق الفضاء أو إجراء تجارب علمية. حتى الآن كانت النباتات التي تم التقاطها في الفضاء ذات أهمية علمية في الغالب، مع مساهمات محدودة فقط في وظائف المركبة الفضائية، إلا أن مشروع أبوللو مون لتشجير كان عبارة عن مهمة مستوحاة من الغابات وأغصانها كجزءًا من احتفال مائتين في البلاد.
التحدي الأول في زراعة النباتات في الفضاء هو كيفية جعل النباتات تنمو دون جاذبية. ويواجه هذا صعوبات فيما يتعلق بتأثيرات الجاذبية على تنمية الجذور، وتوفير أنواع مناسبة من الإضاءة والتحديات الأخرى. وعلى وجه الخصوص، فإن الإمداد بالمغذيات إلى الجذور بالإضافة إلى الدورات البيوجيوكيميائية للمغذيات، والتفاعلات الميكروبيولوجية في الركائز التي أساسها التربة معقدة بشكل خاص، ولكن تبين أنها تجعل الزراعة الفضائية ممكنة في الجاذبية والثغرات.
تخطط ناسا لتنمو النباتات في الفضاء للمساعدة في إطعام رواد الفضاء، وتقديم فوائد نفسية لرحلة الفضاء طويلة المدى. في عام 2017 ، على متن محطة الفضاء الدولية في جهاز نمو مصنع واحد، تضمنت المحصول الخامس من الملفوف الصيني (Brassica rapa) منه تخصيصًا لاستهلاك الطاقم، بينما تم حفظ الباقي للدراسة. التقط فنان ياباني صوراً من الزهور وشجرة بونساي في رحلة قريبة من الفضاء باستخدام بالون.مناقشة مبكرة للنباتات في الفضاء، كانت الأشجار على محطة الفضاء القمرية القرميدية، في القصة القصيرة لعام 1869 "The Brick Moon. احتفال البلاد بمرور مائتي عام.
التحدي الأول في زراعة النباتات في الفضاء هو كيفية جعل النباتات تنمو دون الجاذبية. تكمن  هذا صعوبات فيما يتعلق بتأثيرات الجاذبية على تنمية الجذور، وتوفير أنواع مناسبة من الإضاءة وتحديات الأخرى. وعلى وجه الخصوص، فإن الإمداد بالمغذيات إلى الجذور بالإضافة إلى الدورات البيوجيوكيميائية للمغذيات، والتفاعلات الميكروبيولوجية هي الركائز التي تعتبر أساسي  التربة المعقدة بشكل خاص، ولكن تبين أنها تجعل الزراعة الفضائية ممكنة في الجاذبية والثغرات
تخطط ناسا لزراعة النباتات في الفضاء للمساعدة في إطعام رواد الفضاء، وتقديم فوائد نفسية لرحلة الفضاء طويلة المدى. في عام 2017 ، على متن محطة الفضاء الدولية في جهاز نمو نمت نبة واحدة، تضمنت المحصول الخامس من الملفوف الصيني (Brassica rapa) منه خصص لاستهلاك الطاقم، بينما تم حفظ الباقي للدراسة. التقط فنان ياباني صوراً من زهور وشجرة بونساي في رحلة قريبة من الفضاء باستخدام بالون.

## التاريخ
في 2010 كانت هناك رغبة متزايدة في البعثات الفضائية طويلة المدى، والتي تؤدي إلى الرغبة في إنتاج النباتات في الفضاء كغذاء لرواد الفضاء.  مثال إنتاج الخضروات في محطة الفضاء الدولية في مدار الأرض. وبحلول عام 2010 أجريت 20 تجربة نمو للنبات على متن محطة الفضاء الدولية.
وقد ركزت العديد من التجارب على كيفية مقارنة نمو النبات وتوزيعه في الجاذبية الدقيقة، والظروف الفضائية مقابل ظروف الأرض. وهذا يمكّن العلماء من استكشاف ما إذا كانت أنماط معينة من نمو النباتات فطرية أو بيئية. فعلى سبيل المثال  قام آلان هـ. براون باختبار حركات البذرة على متن المكوك الفضائي كولومبيا في عام 1983. وسجلت حركات شتلة عباد الشمس أثناء وجودها في المدار. لاحظوا أن الشتلات لا تزال تعاني من النمو الدوراني والإغراق على الرغم من عدم الجاذبية، مما يدل على السلوكيات غريزية..
وقد وجدت تجارب أخرى أن النباتات لديها القدرة على إظهار الجاذبية، حتى في ظروف الجاذبية المنخفضة. على سبيل المثال، يمكن لنظام الاستزراع المعياري الأوروبي التابع ل ESA التجريب مع نمو النبات ؛ وباعتباره بمثابة دفيئة مصغرة، يمكن للعلماء على متن محطة الفضاء الدولية التحقق من كيفية تفاعل النباتات في ظروف الجاذبية المتغيرة. استخدمت تجربة Gravi-1 (2008) EMCS لدراسة نمو شتلة العدس وحركة الأميلوبلازما على المسارات المعتمدة على الكالسيوم. وجدت نتائج هذه التجربة أن النباتات كانت قادرة على استشعار اتجاه الجاذبية حتى عند مستويات منخفضة للغاية. وضعت تجربة لاحقة مع EMCS 768 شتلة عدس في جهاز للطرد المركزي لتحفيز تغييرات جاذبية مختلفة. أظهرت هذه التجربة، Gravi-2 (2014) ، أن النباتات تغيّر إشارات الكالسيوم نحو نمو الجذور بينما تنمو في عدة مستويات من الجاذبية.
العديد من التجارب لديها نهج أكثر عمومية في مراقبة أنماط نمو النباتات ككل في مقابل سلوك نمو محدد. إحدى هذه التجارب من وكالة الفضاء الكندية ، على سبيل المثال، وجدت أن شتلات شجرة التنوب البيضاء نمت بشكل مختلف في بيئة الفضاء المضاد للجاذبية مقارنة بالشتلات الأرضية، أظهرت شتلات الفضاء نموًا محسّنًا من البراعم والإبر، وكذلك كان التوزيع العشوائي للأميلوبلازما مقارنة مع مجموعة المراقبة المرتبطة بالأرض.

## عصر محطة الفضاء

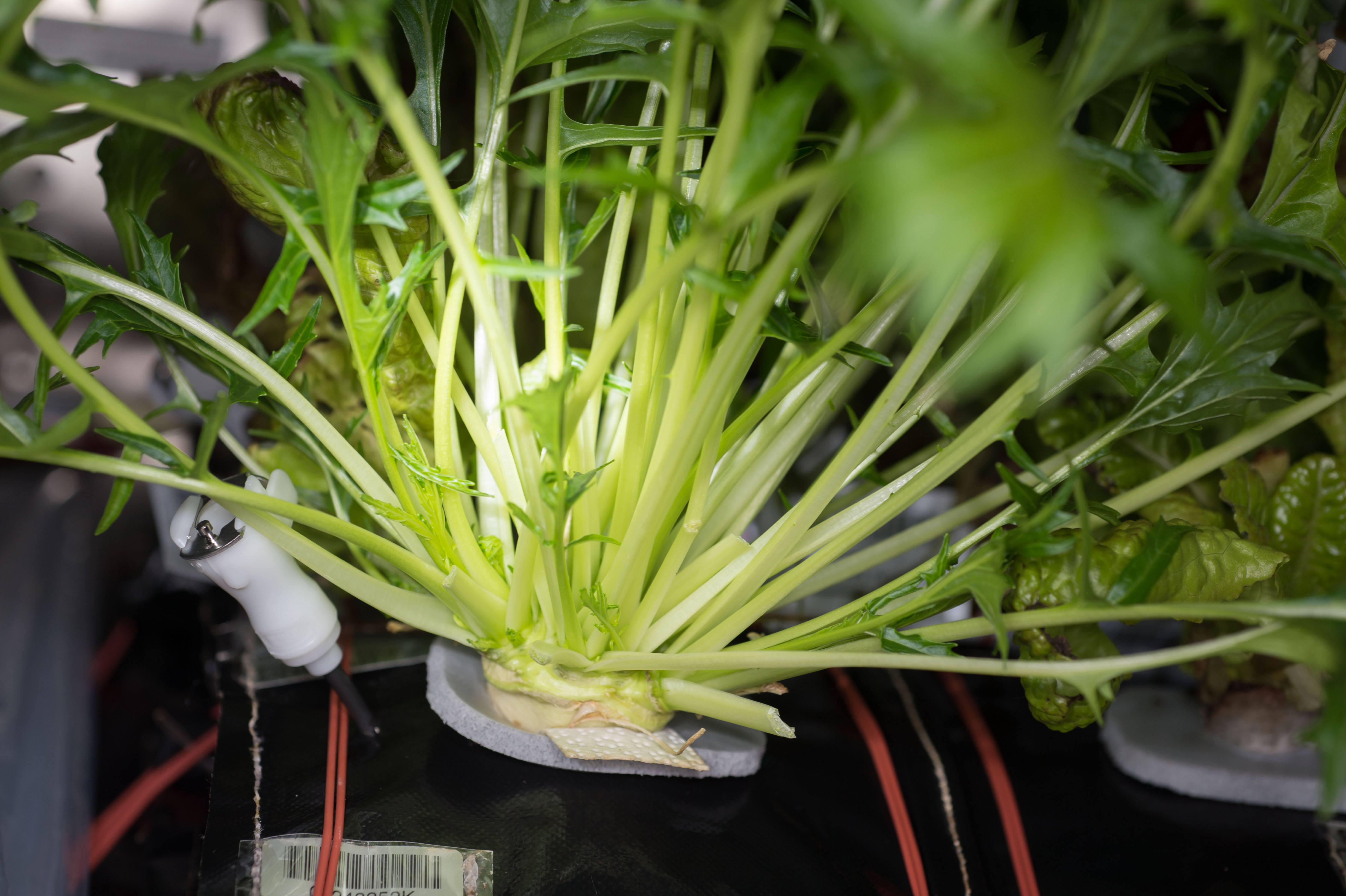
الخس الشبيه بالجرجير Mizuna ينمو لـ Veg-03

في عام 1982، قام طاقم العمل من المحطة الفضائية السوفيتية Salyut 7 بوضع تجربة، وضعها علماء ليتوانيون (Alfonsas Merkys وغيرهم)، ونمت بعض نبات الأرابيدوبسيس باستخدام جهاز Fiton-3 التجريبي للبيوت الزجاجية الصغيرة، وبهذا أصبح النباتات الأولى التي تزرع وتنتج البذور في الفضاء. تم دراسة تجربة سكايلاب كيفية تأثير الجاذبية والضوء على نباتات الأرز. حققت البيوت الخضراء الفضائية SVET بنجاح نمو النبات إلى البذور في عام 1997 على ظهر محطة الفضاء مير . حمل Bion 5 Daucus carota و Bion 7 حمل الذرة (الذي يطلق عليها الذرة).
استمرت البحوث النباتية في محطة الفضائية الدولية باستخدام نظام إنتاج في ISS الحملة الرابعة. أيضا تم استخدام نظام إنتاج الخضروات (النباتية) مؤخرا على ظهر محطة الفضاء الدولية. وتضمنت النباتات التي تم اختبارها أنواع الخضار قبل الذهاب إلى الفضاء ومن الأمثلة عليها: الخس والشمندر السويسري وملفوف الصيني والفاصوليا. نمت الخس الأحمر الخس في الفضاء على حملة 40 التي تم حصادها عندما نضجت وتجميدها واختبارها مرة ثانية على الأرض. أصبح أعضاء حملة 44 من أول الرواد الفضاء أمريكيين الذين يأكلون نباتات التي تزرع في الفضاء في اليوم العاشر من أغسطس 2015، عندما تم حصاد محاصيلهم من الخس الأحمر. منذ عام 2003، كان رواد الفضاء يأكلون نصف محصولهم بينما اتجه النصف الثاني لأجراء البحوث والتجارب. في عام 2012، ازدهر دوار الشمس على متن محطة الفضاء الدولية تحت رعاية رائد الفضاء شركة ناسا دونالد بيتيت. في يناير 2016، أعلن رواد شركة د فضاء أميركيون أن ورود الزينة قد نمت على ظهر محطة الدولية الفضائية.
في عام 2017، تم تصميم العادات المتقدمة للنباتات لمحطة الدولية للفضاء (ISS)، التي كانت عبارة عن نظام نمو نباتي مستديم لمحطة الفضائية حول مدارات أرضية منخفضة جدا. يتم وضع النظام بالتساوي مع نظام آخ أيضا نمت فيه النباتات على ظهر المحطة، VEGGIE ، والفرق الرئيسي في هذا النظام هو أن APH المصمم يحتاج إلى صيانة أقل من البشر. ويدعم APH من قبل مدير الزمن الحقيقي العادات المتقدمة للنباتات . بعض النباتات التي كان من الأساسي اختبارها في APH تشمل Dwarf Wheat و Arabidopsis. . في ديسمبر 2017، تم أرسال العديد من مئات البذور إلى محطة الفضاء الدولية للنمو في نظام VEGGIE.
في عام 2018، تم وضع تجربة علمية عن Veggie-3 باستخدام الوسائد النباتية وحصائر الجذرية. أحد الأهداف هذه التجربة هو زراعة الغذاء لاستهلاك الطاقم. الفضائي  تتضمن المحاصيل التي تم اختبارها في هذه التجربة الملفوف والخس والميزونا. وفي عام 2018، تم إجراء اختبار لنظام برك \الأحواض للتوصيل المغذي في الجاذبية الصغرى. في ديسمبر 2018، أطلق المركز الألماني للفضاء القمر الصناعي EuCROPIS في منتصف أرضي منخفض. تحمل هذه المهمة والتجربة دفيئتين مخصصتين لزراعة الطماطم (البندورة) تحت ثقل مناسب للقمر و كوكب المريخ عن طريق استخدام منتجات ثانوية للطاقم البشري الموجود في الفضاء كمصدر للمواد المغذية.
التغير الرابع النزول على سطح السفينة في يناير 2019، انقطعت حوالي 3 كـغ (6.6 رطل) وأغلقت «المحيط الحيوي» بالبذور وبيض الحشرات لأجراء اختبار ما أن النباتات والحشرات قد تفقس وتنمو معًا في تآزر. احتوت التجربة أيضا على بذور البطاطا والطماطم وأرابيدوبسيس ثاليانا (نبات مزهره) وكذلك يعني بيض دودة القز فأصبحت هذه النباتات الأولى التي تنمو على القمر. سوف تظل الأنظمة البيئية الحاوية ثابتة ومثل الأرض، باستثناء حجم القمري المنخفض. إذا انكسر البيض، فإن اليرقات سوف تنتج غازثاني أكسيد الكربون، بالمقابل أن النباتات المبتلة سوف تطلق غاز الأكسجين من خلال عملية التمثيل الضوئي. من المحتمل أن تتمكن كل من النباتات والديدان القشرية من صنع تآزر بسيط داخل الحاوية. سوف نضع كاميرا مصغرة لتصوير أي نمو. وتم تصميم التجربة البيولوجية من قبل 28 جامعة صينية.